# Authorpe
Authorpe – wieś w Anglii, w hrabstwie Lincolnshire. Leży 44 km na wschód od Lincoln i 201 km na północ od Londynu.